# Villa Kokkonen
Villa Kokkonen är ett bostads- och ateljéhus i Träskända kommun i Finland, som bebotts av kompositören Joonas Kokkonen.
Villa Kokkonen ritades 1967 av Alvar Aalto för Joonas Kokkonen på en 10 000 kvadratmeter stor tomt nära Tusby träsk. Huset möblerades också till stor del med möbler ritade av Aalto, antingen från Artek eller speciellt ritade för huset.
Huset köptes 1998 av Träskända kommun.
Det användes idag som privatbostad och från 2009 också som museum med regelbundna visningar för allmänheten.